# Cultura di El Argar

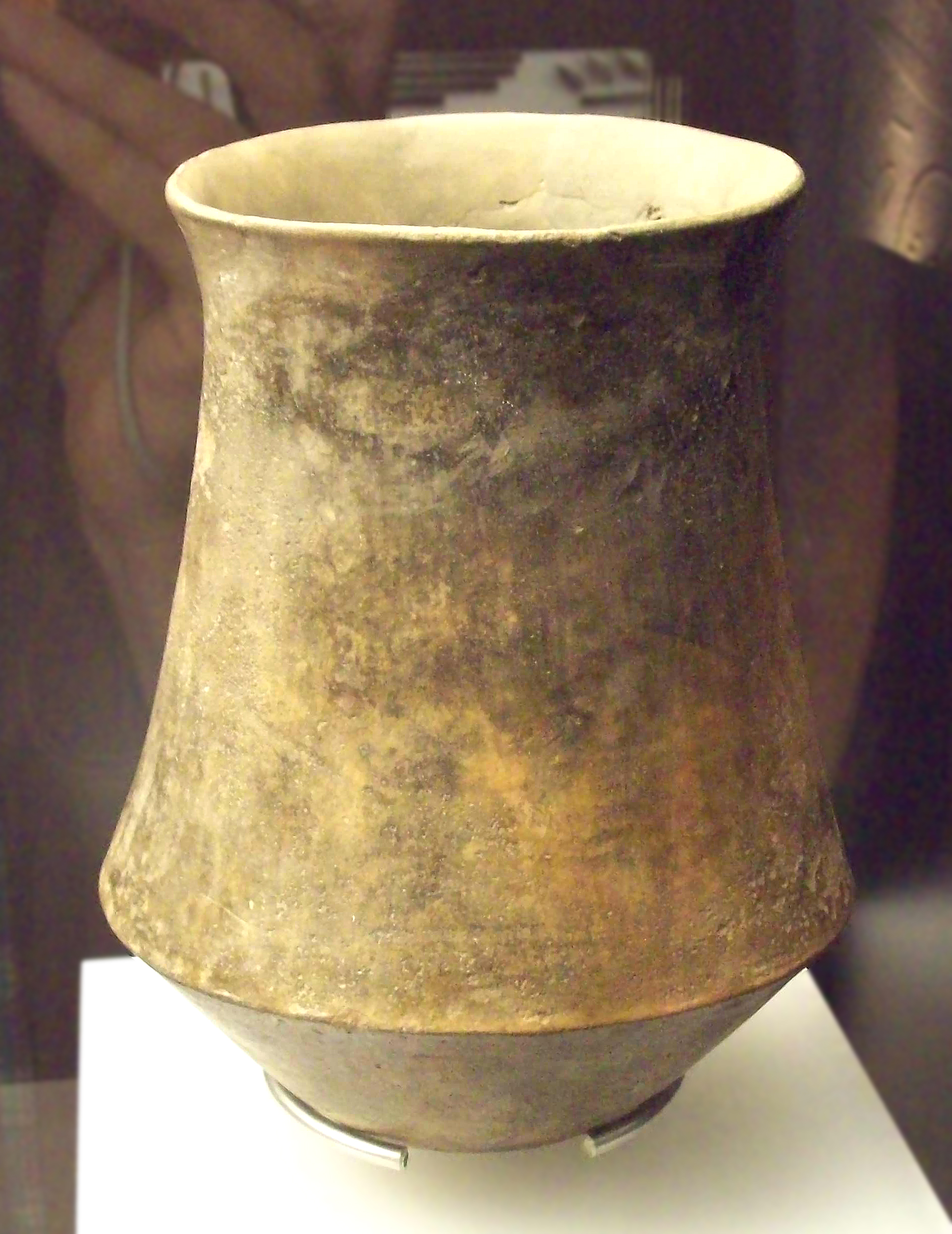
Vaso carenato argarico

La cultura di El Argar (o Argarica) fiorì nel sud-est della Spagna fra il 2200 e il 1550 a.C., nell'antica e media Età del bronzo. Prende nome dal sito di El Argar nei pressi di Antas (Almería).
L'attività mineraria e la metallurgia erano piuttosto avanzate: rame, argento e oro venivano estratti e utilizzati per la produzione di armi e gioielli. L'adozione del bronzo arsenicale le diede una certa supremazia sulle altre civiltà iberiche contemporanee, che ancora utilizzavano il rame.

## Origine ed estensione

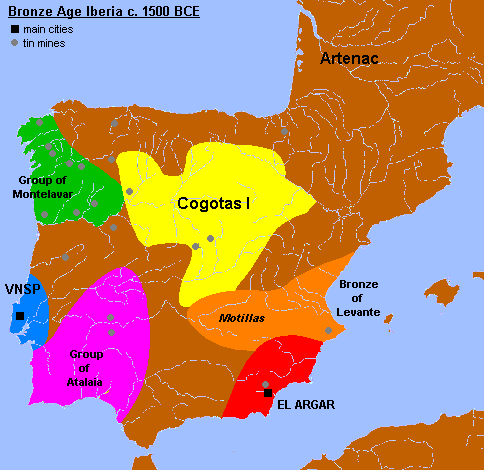
Estensione della cultura di El Argar (in rosso)

Per molto tempo si è creduto che, poco dopo la metà del III millennio a.C., mentre si diffondeva la cultura del vaso campaniforme, nel sud-est della penisola iberica avesse avuto luogo una colonizzazione da parte di genti provenienti dall'area micenea (Grecia), insediatesi nel centro minerario di Almería e nelle zone limitrofe. Oggi è stato verificato che la cultura di Argar si originò a partire dal sostrato indigeno.
Secondo gli studiosi Salvador Fontenla Ballesta, Juan Antonio Gómez e Miguel Miras il nucleo originario di questa cultura sarebbe da localizzare nell'area dell'odierna città di Lorca (Murcia).
La cultura di Argar si estendeva a sudovest fino alla provincia di Almería, a nord fino a quasi tutta la Murcia e ad ovest entro la provincia di Granada. La sua influenza culturale fu tuttavia molto più ampia. Tale espansione sarebbe stata una conseguenza diretta di una società guerriera che mirava al controllo delle risorse agricole e minerarie.

## Cronologia

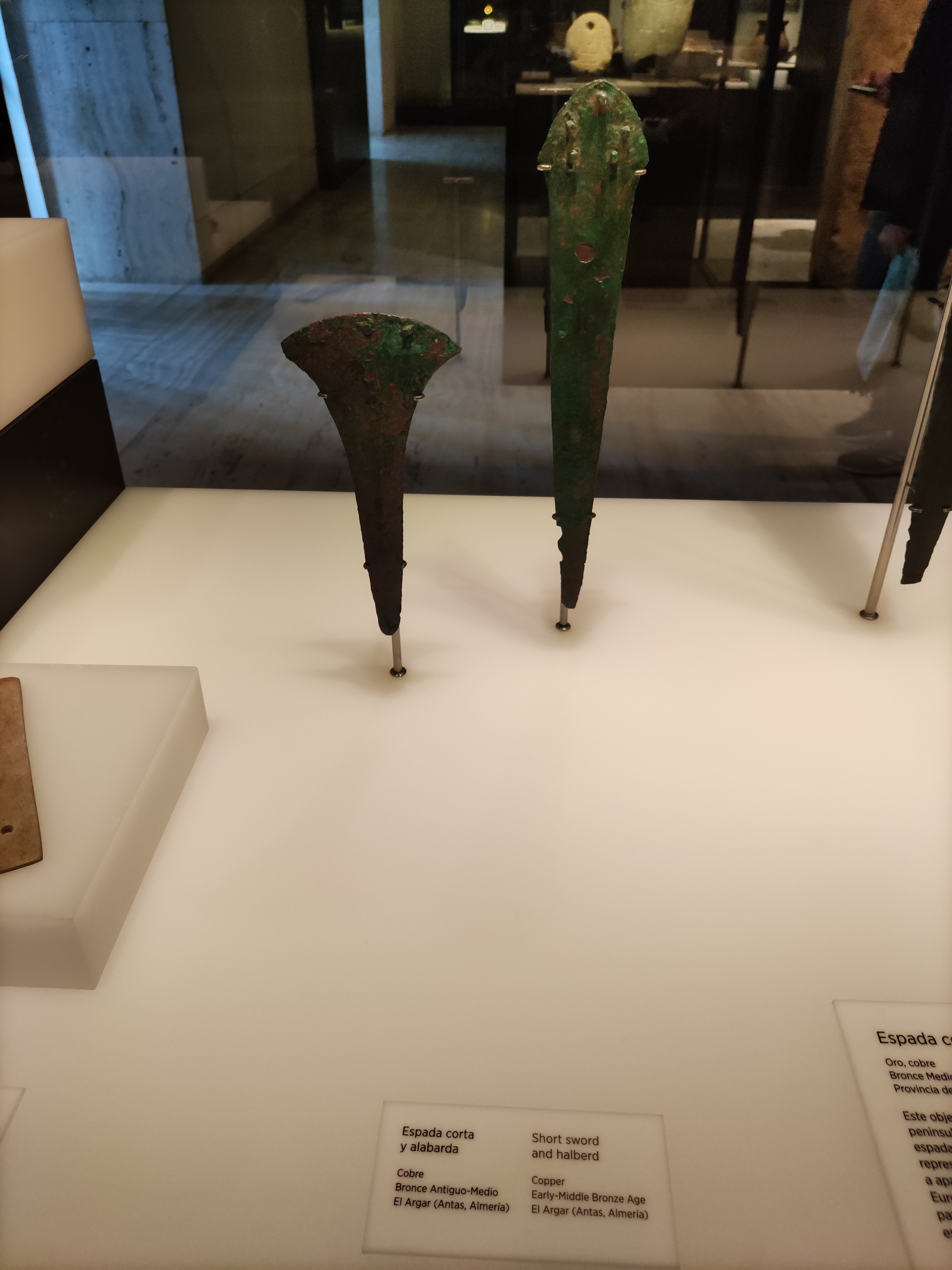
Alabarda e spada corta in bronzo

La cultura di El Argar è suddivisa in due fasi cronologiche principali:
- El Argar A (2300-1800 a.C.). In questo periodo la società era dominata da una élite che veniva sepolta sotto il pavimento delle capanne oppure in ciste, con un corredo funerario che consisteva in alabarde e pugnali per gli uomini, punteruoli e pugnali per le donne.
- El Argar B (1800-1500 a.C.). Nelle tombe dell'élite maschile si ritrovano larghe spade in bronzo, mentre in quelle femminili compaiono diademi. Particolarmente diffuse le tombe infantili con oggetti di corredo[5].

A partire dal 1650 a.C. la cultura di El Argar entra in decadenza fino a collassare intorno al 1500 a.C.. È possibile che l’intensificazione dell’agricoltura e della produzione abbia causato la deforestazione su larga scala e il degrado ambientale del già relativamente arido suolo del sud-est della penisola iberica. Quando il surplus produttivo non fu più sufficiente a mantenere la produzione secondaria e il clientelismo legato ai settori dominanti, l’equilibrio del sistema sociopolitico argarico crollò.

## Economia

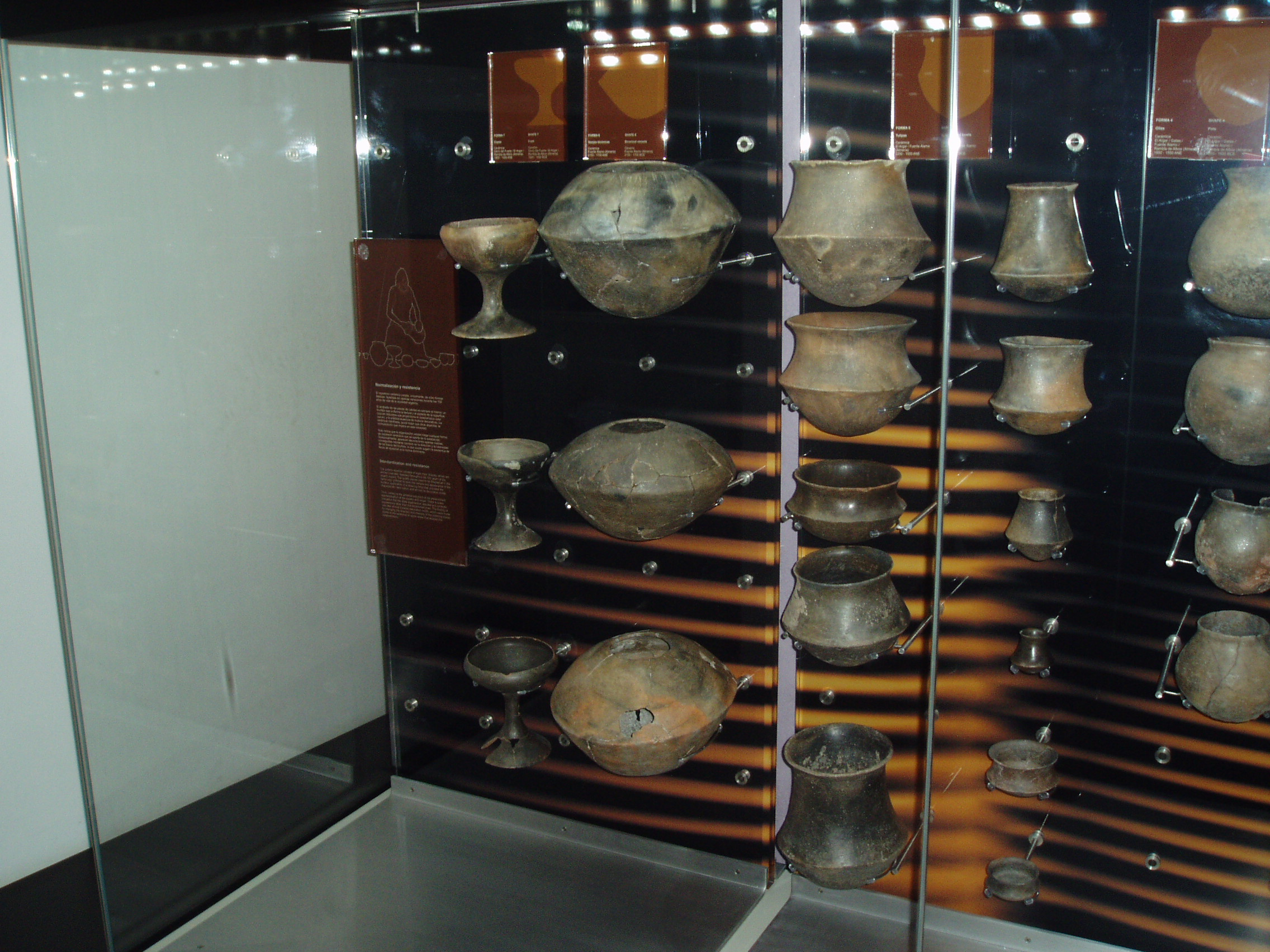
Ceramiche

L'economia era basata principalmente sull'agricoltura e l'allevamento.
El Argar fu il principale centro iberico della metallurgia del bronzo arsenicale (ottenuto attraverso la lega di rame e arsenico invece dello stagno). Con questa lega venivano prodotte soprattutto armi come alabarde, spade, pugnali, punte di lancia e asce. Importante fu anche la lavorazione di argento e oro (che divenne tuttavia meno comune rispetto al periodo calcolitico) per la produzione di gioielli.
La produzione tessile si concentrava principalmente sulla lavorazione del lino e della lana. Le ceramiche erano prive di decorazioni e venivano realizzate in forme standardizzate.

## Società

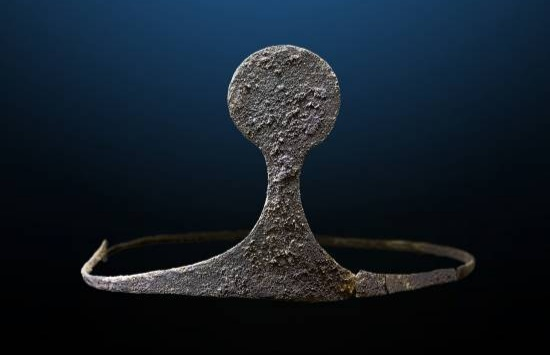
Diadema in argento rinvenuto in una sepoltura argarica

La cultura di Argar era fortemente gerarchizzata. Le élite aristocratiche ostentavano simboli di potere, quali armi e gioielli, che sottolineavano la posizione sociale.
(Contreras et alii, 1997)
È stato ipotizzato che la classe dominante costituisse circa il 10% della popolazione, quella dei cittadini liberi comprendesse il 50% e quella in condizione servile ammontasse al 40% del totale.
La società argarica praticava l'esogamia e la patrilocalità, cioè le giovani donne lasciavano il loro villaggio natale per trasferirsi in quello del marito. Sono stati documentati inoltre casi di uomini vedovi o divorziati che si sono risposati ma non di donne.
Per González Marcén, Lull e Risch la società argarica aveva un carattere di tipo statale.

## Usanze funerarie
La tradizionale usanza megalitica delle tombe collettive venne abbandonata a favore delle sepolture individuali. Anche i thòloi caddero in disuso e vennero sostituiti da piccole ciste funerarie. Nella fase El Argar B divennero comuni le sepolture entro pithoi.

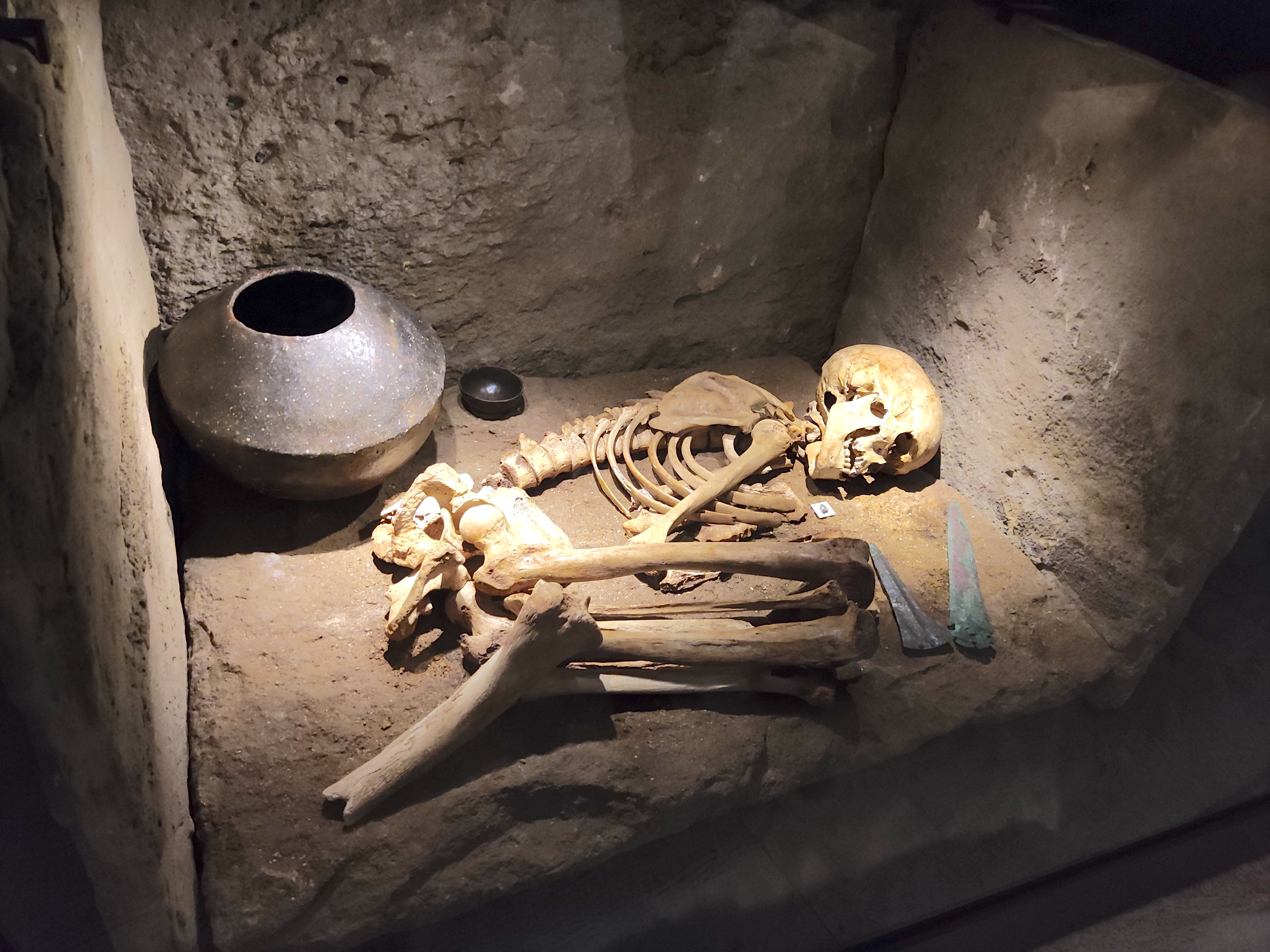
Sepoltura in cista
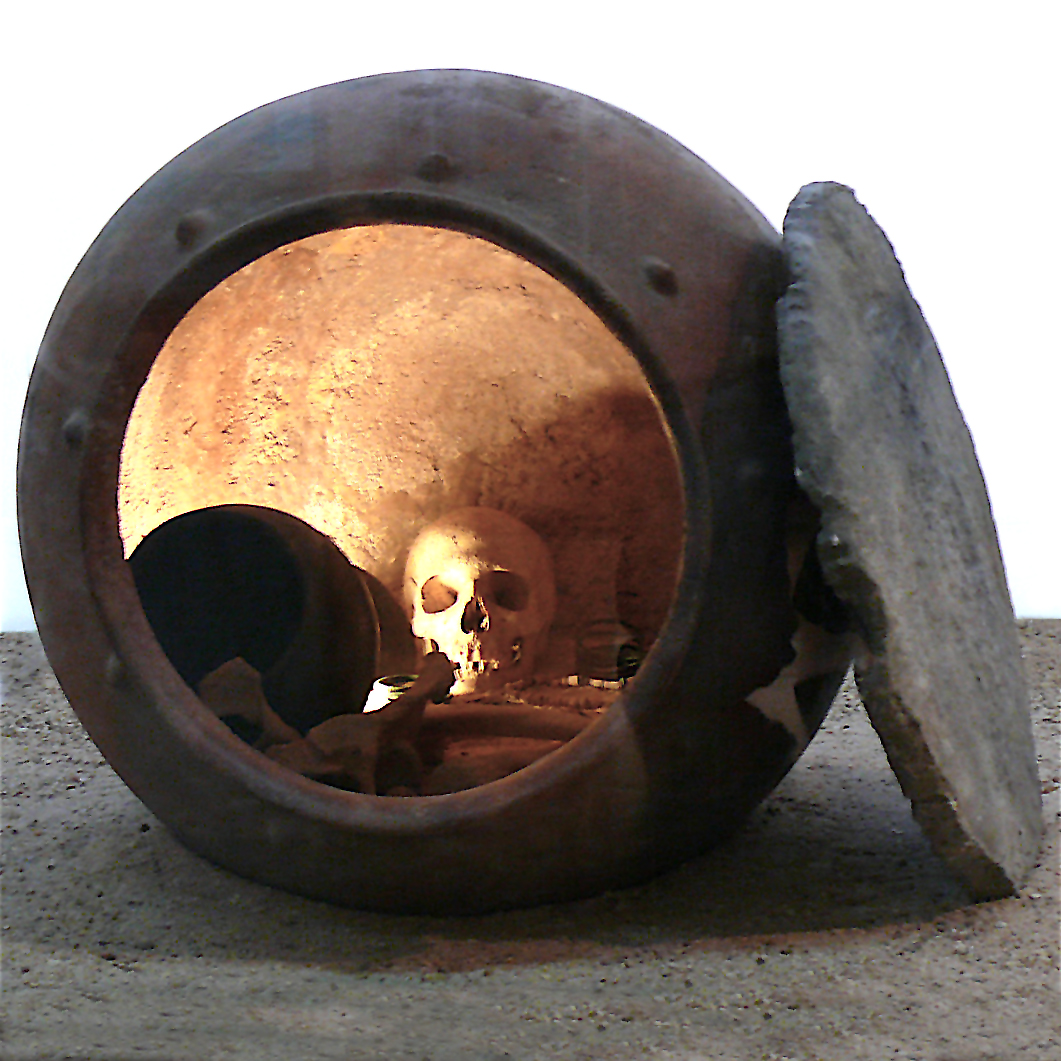
Sepoltura in pithos

## Insediamenti

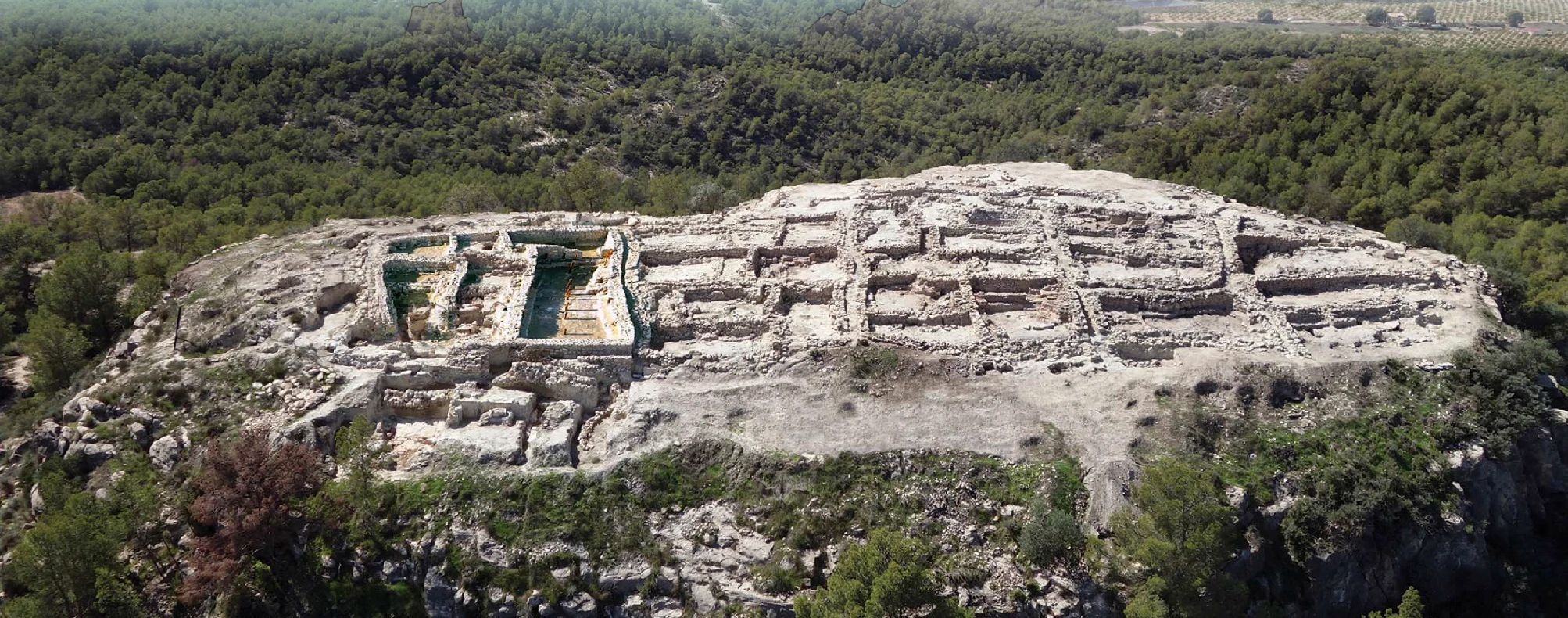
La Almoloya

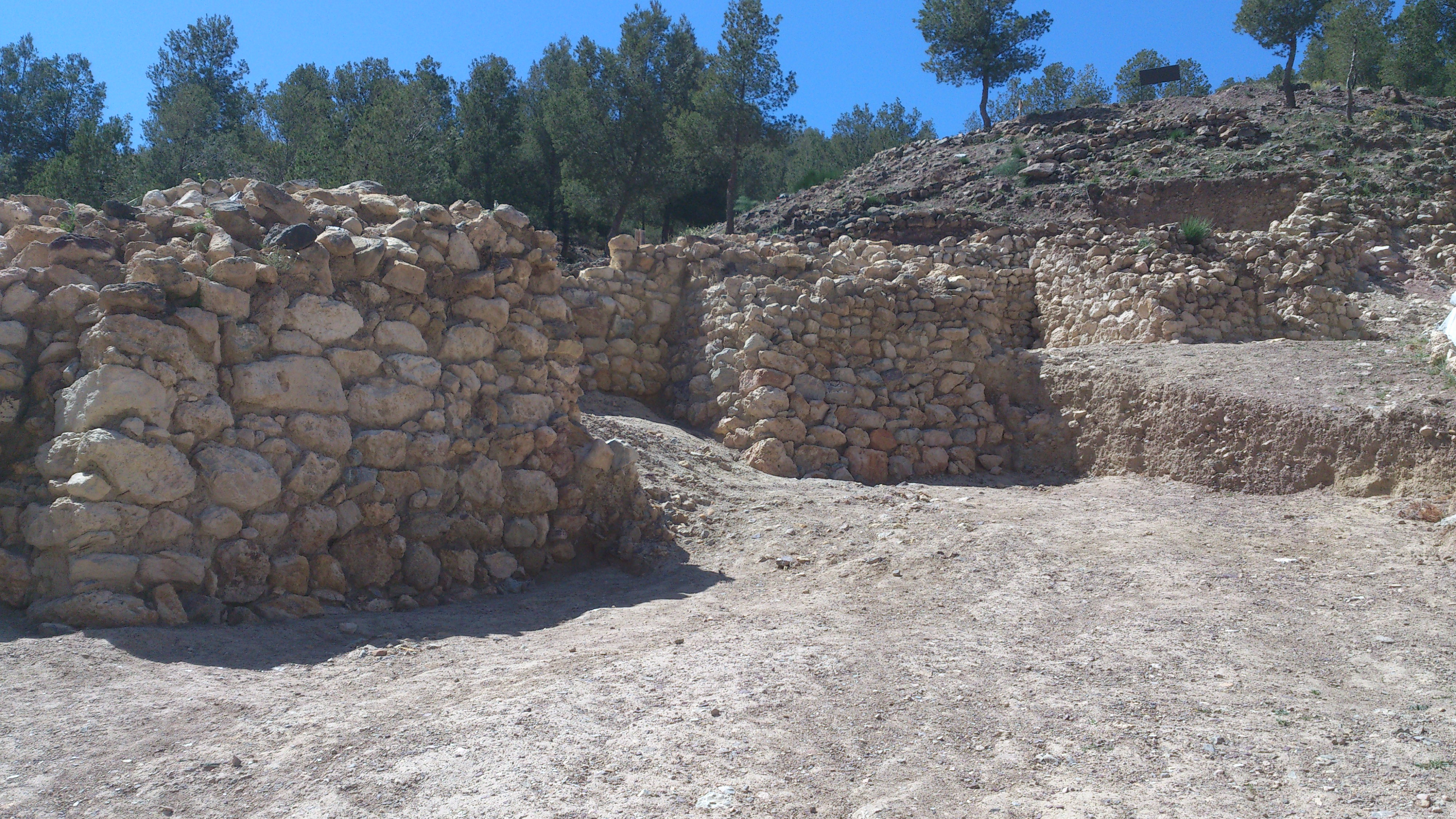
Muraglia a La Bastida de Totana

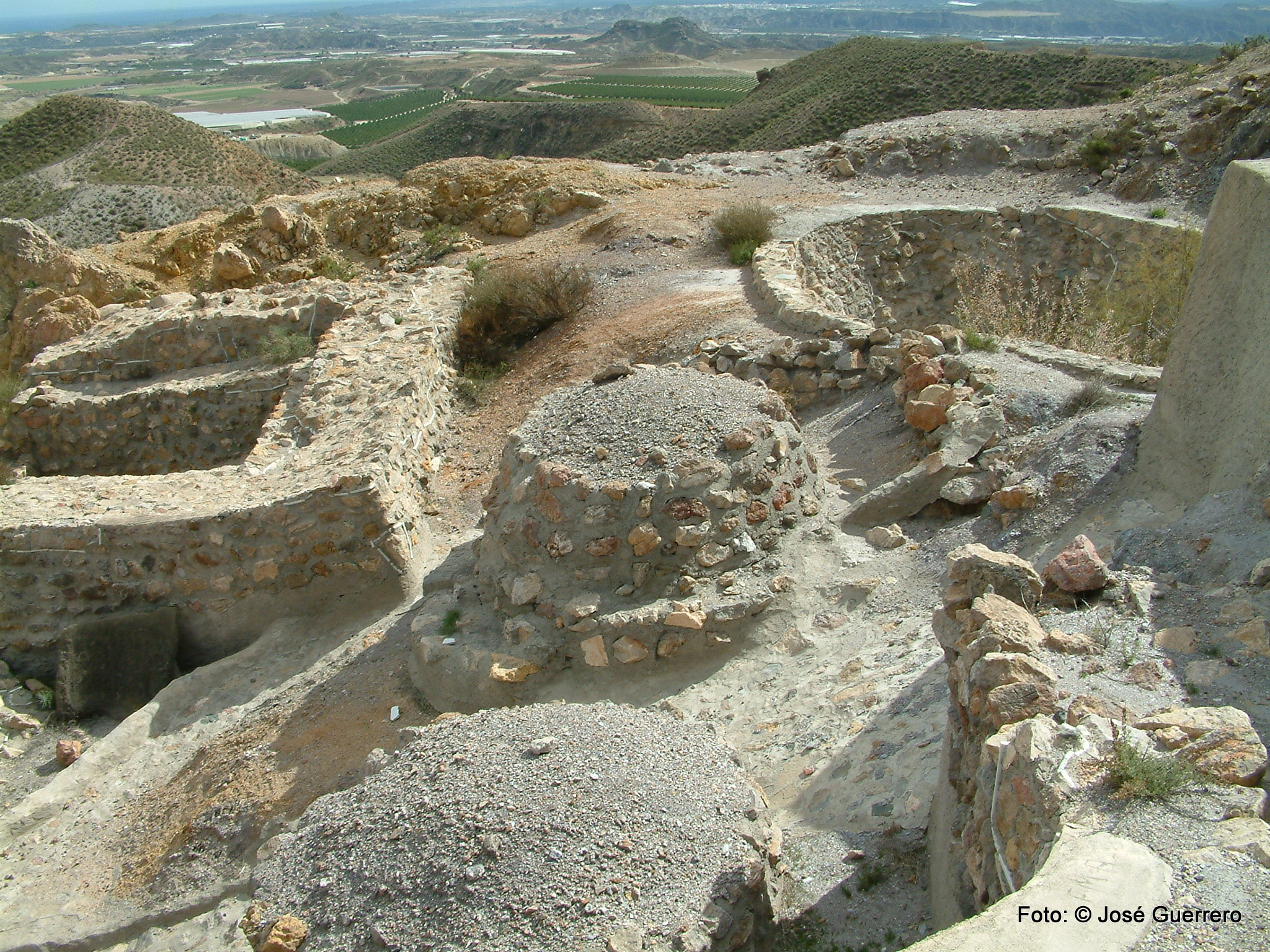
Fuente Alamo

La maggior parte degli insediamenti erano situati su alture facilmente difendibili, tuttavia alcuni, di minor importanza, erano in pianura.
La loro dimensione era abbasta modesta: è stato stimato che negli insediamenti di Gatas IV e Fuente Álamo III-IV vivessero circa tra le 300 e le 500 persone, che nella stessa El Argar abitassero 500 persone e che La Bastida de Totana contasse 600 abitanti.
Fra i più importanti centri della cultura di El Argar si possono citare:
Provincia di Alicante
- Cabezo Redondo, Villena

Provincia di Almería
- El Argar, Antas
- Cerro del Nacimiento, Sierra de los Filabres
- Fuente Álamo, Cuevas del Almanzora
- Gatas, Turre
- El Oficio, Cuevas del Almanzora

Provincia di Granada
- El Castellón Alto, Galera
- Cerro de la Encina, Monachil
- Cuesta del Negro, Purullena

Provincia di Jaén
- Peñalosa, Baños de la Encina

Murcia
- La Bastida de Totana, Totana
- Cerro del Castillo de Lorca, Lorca
- Cerro de Las Viñas, Coy, Lorca
- Ifre, Mazarrón
- Parque Arqueológico Los Cipreses, Lorca
- Puntarrón Chico, Beniaján
- El Rincón de Almendricos, Almendricos

## Paleogenetica

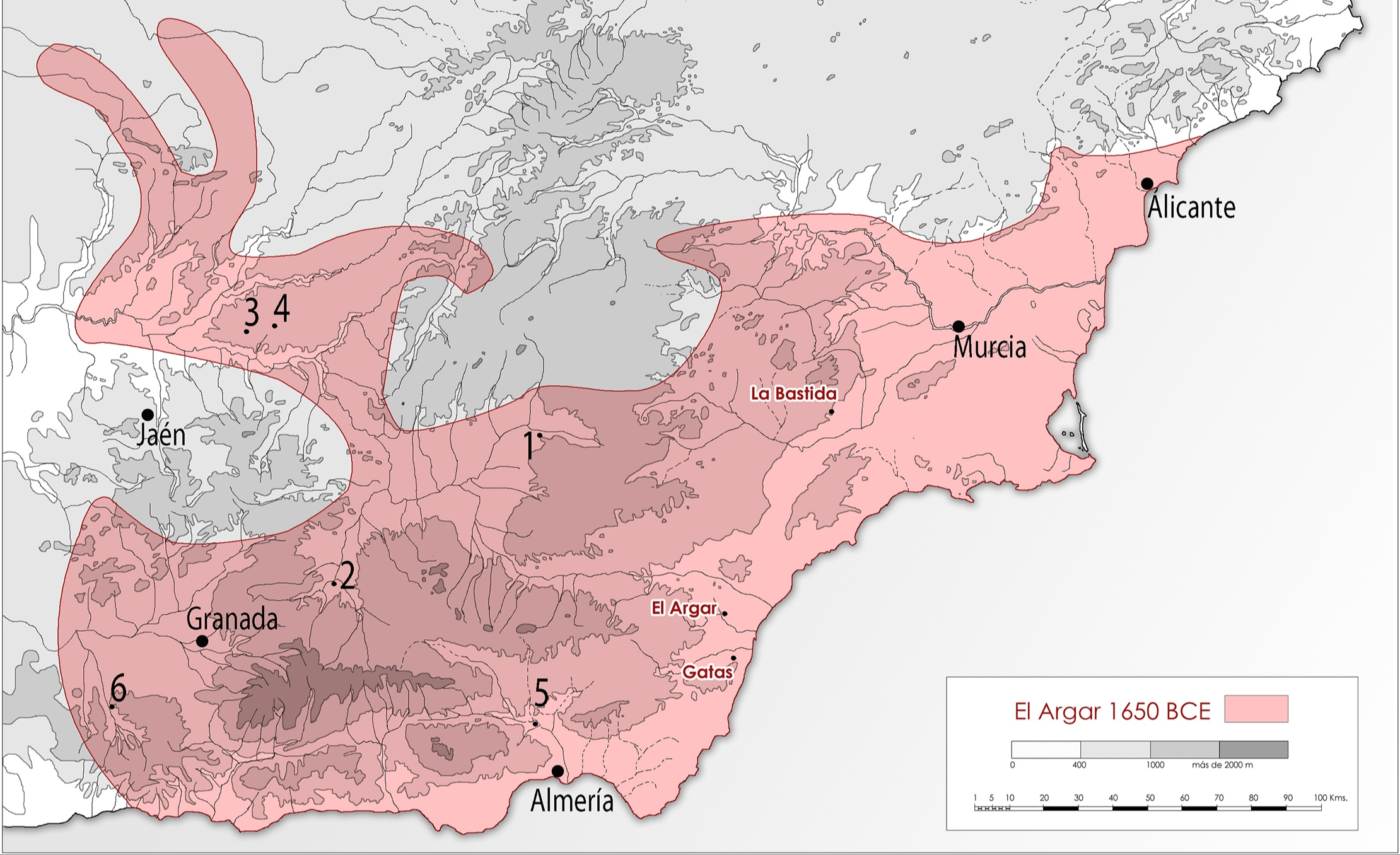
Estensione della cultura di El Argar intorno al 1650 a.C.

La cultura Argar era probabilmente formata da una miscela di nuovi gruppi provenienti dall'Iberia centro-settentrionale e gruppi locali dell'età del rame iberica sudorientale che differivano da quelli delle altre regioni iberiche per una moderata ascendenza dei cacciatori-raccoglitori caucasici o iraniani. La principale fonte di ascendenza settentrionale era simile a quella dei gruppi campaniformi dell'Europa centrale, che dapprima si stabilirono nell'Iberia settentrionale, per poi discendere verso sud. Le componenti genetiche ancestrali della popolazione argarica erano circa il 60% dei primi agricoltori europei, circa il 25% dei cacciatori-raccoglitori occidentali e circa il 15% dei pastori delle steppe occidentali. Alcuni tratti fenotipici erano: maggioranza assoluta di occhi castani, pelle chiara prevalente e capelli castani più comuni dei capelli neri.